# IPSC (Tiro Práctico)

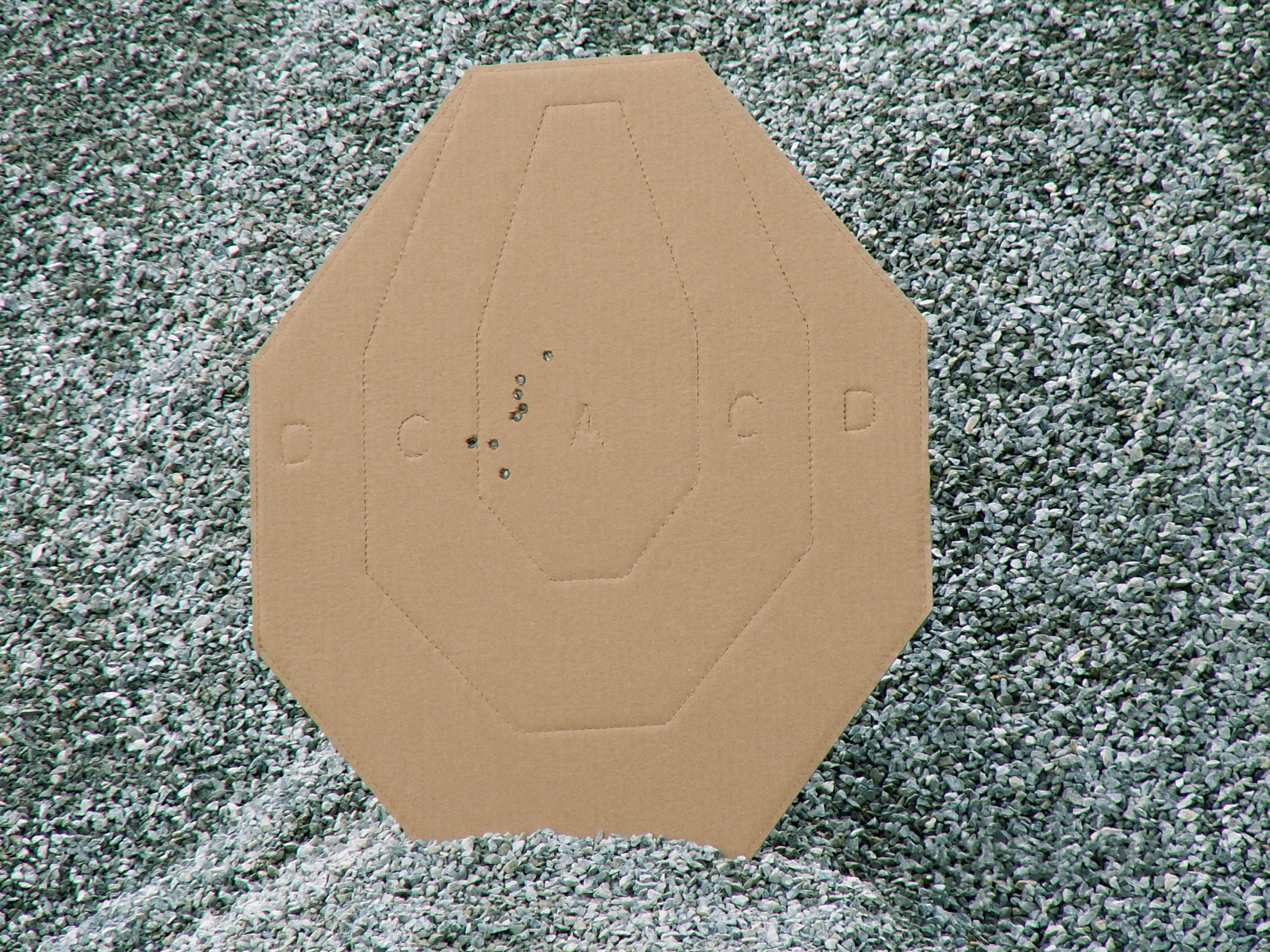
Diana IPSC utilizada para tiro

IPSC es el nombre con el que se conoce a una disciplina de tiro deportivo bajo el auspicio de una asociación con el mismo nombre, la Confederación Internacional de Tiro Práctico (International Practical Shooting Confederation).

## Historia
Acorde con los datos proporcionados por la USPSA  (United States Practical Shooting Association), el Tiro Práctico IPSC  es una disciplina de tiro deportivo cuyo origen data de los años cincuenta en el estado de California (USA) y que nació de la necesidad de un entrenamiento adecuado para grupos de élite militares y policiales para lidiar con situaciones reales en las que un arma podría ser utilizada en defensa propia o de otros.
La Confederación Internacional de Tiro Práctico (IPSC) fue oficialmente fundada durante la Conferencia Internacional de Pistola de Combate realizada en la ciudad de Columbia, Misuri, EE. UU., en mayo de 1976. Cuarenta personas de todo el mundo fueron invitadas a esta conferencia para determinar la naturaleza y futuro de este deporte. El coronel Jeff Cooper actuó como Presidente de la conferencia y fue elegido como primer Presidente Mundial de la IPSC.

## Descripción
Acorde con los fundamentos de esta disciplina, el Tiro Práctico consiste en medir la capacidad de un tirador de disparar rápida y precisamente un arma de fuego de grueso calibre (mayor o igual a 9mm o .355”).
Hasta hace poco, este deporte se limitaba a armas cortas (pistolas o revólveres). Sin embargo, recientemente la disciplina se ha expandido a armas largas (rifles de calibre de pistola, mini rifles de calibre .22LR y escopetas). Además, en 2006, la Confederación en reunión con las autoridades internacionales de IPSC resolvió incluir la categoría Action Air (con armas de Airsoft) naciendo así el Tiro Práctico con Pistolas Neumáticas en calibre 6mm.
Sus siglas distintivas "DVC" (Diligentia, Vis, Celeritas) resumen la esencia del deporte. El tirador debe estar en capacidad hacer la mejor combinación posible de precisión (Diligentia en latín), potencia de su arma (Vis en latín) y velocidad (Celeritas en latín).

## Puntuación
Para efectos del puntaje el Tiro Práctico premia la potencia del arma asignando más puntos cuanto mayor es el factor de potencia de la munición empleada por el deportista, utiliza un dispositivo cronómetro sensible a las detonaciones para medir el tiempo y premia la precisión acorde a áreas que originalmente representaban las partes más o menos vitales de un torso y cabeza humanoides.
Al entrar dentro de la fórmula de efectividad del tirador tres componentes, no es sencillo calcular quien hizo un mejor desempeño en determinada pista o en la competencia misma. Aunque existen algunos artificios que permiten hacer cálculos preliminares o de campo, el resultado definitivo solo puede conocerse al final del torneo y mediante el uso de un programa informático (WinMMS) que se descarga gratuitamente del sitio web IPSC 
Adicionalmente, se debe considerar que no todas las armas tienen las mismas prestaciones, es decir que un arma con miras ópticas del tipo punto rojo, provista de compensadores y de alta capacidad de munición no puede ser comparada con una de servicio común. Por esta razón, el reglamento contempla “Divisiones” en las cuales se clasifican los diversos tipos de armas; las cuales compiten y son premiadas por separado.
Finalmente, se considera la edad y el sexo en categorías separadas. El nivel competitivo se reconoce gracias un sistema de clasificación internacional (ICS) en base al desempeño en pistas específicamente diseñadas para el efecto.

## Recorridos de tiro
Los recorridos de tiro (ejercicios) son de estilo libre. Se debe permitir a los competidores que resuelvan los desafíos presentados de una manera libre según se estime más conveniente y, para competiciones de arma corta y escopeta, que disparen a los blancos con base en “como y cuando sean visibles”. Después de la señal de comienzo, los ejercicios pueden o no requerir recargas obligatorias así como obligar una determinada posición, ubicación o postura de tiro. También se pueden crear condiciones, y construir barreras o limitaciones físicas, para forzar a los competidores a una posición, ubicación o postura de tiro.
A excepción de las pertinentes normas de seguridad, no existe limitación a la creatividad de los anfitriones en cuanto a la simulación de situaciones que requieran un hipotético uso de un arma. Usualmente, los recorridos suelen recrear de una forma más o menos realista estas situaciones. Es así como usted podrá ser confrontado a un hipotético asalto en restaurante, en un bus, colgando de un paracaídas o navegando en un bote con toda la escenografía que el presupuesto permita. Como convención general, se recomienda que una competencia tenga un buen balance de recorridos largos, intermedios y cortos.
Los recorridos de tiro deben hacer énfasis en la seguridad del deportista, espectadores y deben procurar medir la habilidad del tirador y no tanto su estado atlético (aunque esto último ayuda enormemente). Para el efecto, los obstáculos deben ser moderados y/o proveerse ayudas en caso necesario. En lo que se refiere a distancias, los blancos pueden estar desde cortísima distancia hasta 50 o más metros.

## Tipos de blanco
Puesto que el deporte proviene de una simulación de una situación donde hipotéticamente se debería usar un arma, existen dos tipos de blancos: Los de cartón (perforables) y los metálicos (abatibles). En ambos casos, también podemos considerar dos categorías distintas, los puntuables que simulan agresores o delincuentes y los de penalización que simulan rehenes o personas inocentes que no deben ser tocados por los disparos so pena de fuertes multas en el puntaje. Los blancos pueden ser cortados o cubiertos siempre y cuando, por lo menos, una porción del área de mayor puntaje quede expuesta.
Usualmente, se debe acertar dos disparos por blanco a menos de que se trate de blancos metálicos, los cuales deben caer para puntuar. La ausencia de uno o de los dos impactos se considera una falta que también se penaliza. Se penaliza también la no caída de los blancos metálicos abatibles. Generalmente, el exceso de disparos no se castiga, pero solo puntúan los dos mejores.